# كوليتو فافا
كوليتو فافا (بالإنجليزية: Colletto Fava)‏ هو تل يبلغ ارتفاعه 1,600 متر ويقع بالقرب من قرية ومحطة التزلج أرتيسينا في بلدية فرابوسا سوتانا بمنطقة بييمونتي الشمالية من إيطاليا.

## الأرنب الوردي

الأرنب الوردي عام 2005

في عام 2005، انتهى أعضاء المجموعة الفنية التي يطلق عليها جيليتين بفيينا من إقامة أرنب ضخم وردي محبوك من الصوف ومحشو بالقش وتتسرب أحشائه على جانب الجبل. كانت أبعاد الشكل النهائي حوالي 60 متر في الطول و6 أمتار في الارتفاع. لم تتوقع المجموعة من الناس مراقبة العمل الفني فقط، ولكن أيضاً التسلق والاسترخاء على قمته من قبل المتنزهين. كان يحمل عنوان «هيس» (الأرنب البري باللغة الألمانية)، وغالباً ما يسمى «الأرنب الوردي»، افتُتح لأول مرة في عام 2005، وكان المتوقع أن يستمر حتى عام 2025، لكنه تحلل تماماً بحلول عام 2016 تقريباً.

## روابط خارجية
- Official Gelitin page on the rabbit